# 東大一直線
『東大一直線』（とうだいいっちょくせん）は、小林よしのりによる日本のギャグ漫画。『週刊少年ジャンプ』（集英社）において、1976年28号から1979年45号まで連載された。本項では本作品の続編である『東大快進撃』（とうだいかいしんげき）についても記述する。

## 概要
小林の初連載作品であり、受験競争が叫ばれた当時の世相が反映されている。このとき既に小林の憂国の想いがマンガの中でシニカルに捉えられている。後にJICC出版社（宝島社の前身）「いきなり最終回」用のアンケートにとられた「印象に残っている最終回」のベスト10にも入っている。
タイトルは『柔道一直線』のもじり。小林のデビュー作は赤塚賞に応募し落選した『ああ勉強一直線』（1975年51号）である。その後赤塚賞佳作作品『男のトラ子 女の虎造』（1976年掲載号不明、手塚賞も佳作だったがこちらは未掲載）の掲載をはさみ、2作目『めざせ東大!』（1976年掲載号不明）3作目『ああ東大一直線』（同年22号）と異なる題名で掲載され、4作目から『東大一直線』として同年28号から1979年46号まで連載された。単行本では1作目から順番に収録されている。
続編として『東大快進撃』（『ヤングジャンプ』1980年7号 - 1981年25号連載）が存在するほか、いくつか読切の番外編や続編作品も存在する。これらはおおむね連続した物語の作品であり、当記事ではこれらすべての作品を扱う。
小林のデビュー直前から「快進撃」までの経緯についてもここに記述する。以下、主人公の名前は「東大通」、作品名は「一直線」、学校名は「東京大学」と表記する。

## 東大一直線

### 投稿から連載開始まで
大学在学中の1975年、『ああ勉強一直線』が『週刊少年ジャンプ』第3回赤塚賞に最終選考で残り、結局落選したが、編集部から載せたいという電話がありデビューを果たす。しかし中学時代から漫画家一直線だったとはいえ、ペンの勉強を全くしておらず、デビュー同期で親友の秋本治は「絶対左手で描いていると思った」と語っている。小林を見つけたのはジャンプ編集部の中野和雄で、『一直線』にも脇役で時々登場している。
同作の読切も2作目・3作目と掲載される中、1976年に第11回手塚賞佳作（『獣村より』）および第4回赤塚賞佳作（『男のトラ子 女の虎造』）が同時受賞。これらの実績を見て、『週刊少年ジャンプ』を400万部に押し上げた功労者の西村繁男副編集長（当時は実質的に編集長）が福岡までやって来て、連載の話を持ちかけた。実は西村は簡単に10週打ち切りになると思っていたが、個性・才能・将来性があれば、どんなヘタウマでも採用するのが、当時から続くジャンプの方針だった。そして『一直線』を連載開始する。

### 中学編あらすじ
お灘中学校に転校して来た東大通は「前の学校では800点で一番だった」などとガリ勉ぶりをチラつかせ、半田（現役）は受験勉強のライバルと警戒。放課後、ゆう子の家について行った東大通はどう見てもアホで変態にしか見えない。そして試験の結果発表時、東大通は「総得点1点で成績800位」を「800点で一番」だと勘違していたことに半田とゆう子は気付く。

### 連載初期
ある時「連載が予定の10回で終了したら、どげんするとです?」と聞いた所、担当編集の堀内丸恵（彼も小林の初期の漫画に時々登場する）はバツが悪そうに「そりゃあ…同じくらい面白い漫画、また作るしかないんじゃないかな」と答えた。世間知らずの小林は、漫画家が終身雇用制だと思っていたのだが、「連載が打ち切られたら失業」という事実を知った親戚が連日かわるがわる押しかけ「漫画家なんて馬鹿なことやめっとよ!」と大合唱されることとなり、背水の陣でムキになって熱筆。結局『一直線』は大ヒットし、流行漫画家となった。難のあった画力も週刊連載開始から2ヶ月ほどで、当時のギャグ漫画家としては標準レベルとなった。
デビュー当時はカラーページを描く際に使用する、耐水インクの存在を知らなかった。『一直線』連載当時、カラーページを描く時はまず墨汁でペン入れをし、その後ペン入れした線が滲まないよう、神経を研ぎ澄まして絵の具で着色していた（小林曰く「前衛的な手法」）。そのためカラーページを描くのを嫌がり、同時期他の連載作家がカラーページで掲載していたのを見て「どうやってインクをにじませずに描いているのだろう?」としきりに思っていた。スクリーントーンも、他の作家がトーンを貼る前の、指定を記したものしか見たことが無かったので、指定だけ書けば印刷されると思っており、ある時編集者から「先生!ちゃんと貼って下さいよ」と泣きつかれたことで、初めて知ったと言う。
当時の小林は、髪がセミロングサングラスの入った大き目の眼鏡をかけ、キャッチフレーズ?は「漫画界のさだまさし」。しかしギャグ漫画の死線の中、ただでさえやせていた頬がもっとやせ、井上ひさしみたいと言われたのは、たまらなかったと語っている。

### 高校編あらすじ
オサール高入試で当然不合格になった東大通は、中学卒業後、魂の抜けた隠居生活を送っていた。何とか高校まで通わせてやりたいと案ずる母は、チョンマゲ先生と一計を企む。東京大学そっくりに改装した貧乏高校、優秀館高校の前までおびき出し、ライバル視していた多分と共に、二次募集を受けさせてやろうと言うのだ。東大通と多分は学内で激しく争った末、30分であっさり合格。実は経営不振で潰れそうなので、逃げない内に校長と教頭が合格させたのだ。本人が頑張っているからと優秀館に通わせることにしたが、そんな内情だから入学生は（一部を除き）ボンクラばかり。そんな様子に見かねた東大通は、東京大学進学を目指す団体「いちょう会」設立を宣言。何だかよくわからないが、いちょう会に恐れをなした不良達も入会。皆で早速宴会に入るなど、進学団体でなく代議士の後援会みたいな振る舞いになってしまう。

### 連載終了
だが『一直線』の人気は後に、急激ではないがじわじわ下降。起死回生の上京シリーズでもアンケートの結果は変わらず、とうとう連載終了を宣告された。そして西村が久しぶりに福岡に現れると、飲み屋で小林に「今はもうあんたみたいに、がむしゃら描く時代じゃないんだ」「その程度の実力で、連載何本も持っちゃいけないよ」などと嫌味を言った。小林は当てこすりとして『一直線』の最終回近くに、「成績の悪い奴は切るべき」と語る西村そっくりの進学顧問、切人破門を登場させる。以後『週刊少年ジャンプ』には読切が何本か載っただけで、西村とも絶縁状態となった。しかし小林の語る所では、1988年の小学館漫画賞受賞時（『おぼっちゃまくん』）は、バツが悪そうながらも西村が褒めてくれたと言う。西村自身はストーリー漫画に偏重し、ギャグ漫画は苦手であったことを後に告白している。

### 作中に登場した高校
優秀館高校
東大通、多分が入学した高校(後に漫画が編入)。男子校。東京大学そっくりに改装した学校。比較的最近設立された私立校だが経営状況が悪いらしく、入試の成績が全科目0点だった東大通なども人数合わせで入学させる。生徒は一部を除き不良などの問題児ばかり。学校名は福岡にある公立有名進学校をもじっている。
オサール高校
現役、山田、内村、林田らが入学した高校。男子校。偏差値の高い一流校で、生徒のほとんどが東京大学を目指している。東大通は受験するも不合格。学校名は鹿児島にある私立有名進学校をもじっている。
豚出女学園
浅野香織や花子が通う高校。名前の通り女子校。
中央高校
ゆう子と朝子が入学した高校。漫画は受験するも不合格。男女共学。相撲部が強いらしく、相撲部員の1人が3年生が出払っている時の優秀館相撲部に道場破りに来て一人で部を壊滅寸前まで追いやった。
肥ノ為高校
四流校と呼ばれる学校で、校門にはウンコのオブジェが飾られている。男子校。東大通は受験するも不合格。
たんの壷高校
番長グループの3人が入学した高校。作中では名前のみ登場。肥ノ為高校よりもさらにレベルが低いらしい。番長グループ曰く「ボンクラの超一流」。
福勝高校
漫画が入学した高校。男女共学。デザイン科がある。漫画は東大通のせいでとばっちりを受け退学になる。

### 単行本
- 集英社:ジャンプ・コミックス 全13巻
- 集英社漫画文庫:全1巻（傑作選）
- 徳間書店:トクマコミックス 全10巻
- 小学館コロコロ文庫:全9巻
- イースト・プレス（幻冬舎文庫）:小林よしのりの異常天才図鑑（高校編「エリートの爆発の巻」を収録）
- イースト・プレス（幻冬舎文庫）:小林よしのりのゴーマンガ大辞典（中学編「ああ!参観日の巻」を収録）

## 東大快進撃

### あらすじ
優秀館高校を退学になった後、東京大学を探して東京までやって来た東大通。その前に多分が現れる。多分の母が亡くなった後、愛人を作って家出していた父が戻って来たのだ。多分の父が校長を務める知識ヶ丘学園は、エリートに満ちた空気で溢れている。その生徒達に活を入れるため、彼のスピリッツが必要だと、東大通を編入学させる。東大通達は高校3年生。つまりいよいよ、東京大学の入学試験が近づく。漫画狂太や現役勝らとの交流も続くが、受験が近づくにつれて現役は次第に精神を病んでいくことになる。
東大通は一時期、東大受験を諦めて八百屋で働き（高校には在籍したままのようである）、勤務先の紹介によって見合いから仮祝言までするが、知識ヶ丘に編入してきたあおい新吾の指摘によって受験への情熱を取り戻す。
受験シーズンが近づくにつれて東大通は強烈な精神力がさらにパワーアップし、頭部にオーラが現れるようになる。その精神力によって共通一次試験ではコンピューター採点をも狂わせて奇跡的に東大受験の「足切り」をクリアする。東京での東大受験を控えて、現役とともに試験会場の下見をする途中に東大通は交通事故に遭い瀕死の重傷を負う。事故によってかえって脳細胞が活性化し「天才」となった東大通は、多分らの助けも得て中学校の基礎レベルから一夜漬けで東大受験に臨み見事合格を果たす。一方、東大を不合格になった現役はヤケ酒をあおって泥酔したまま夜の街を徘徊した挙句、安田講堂の屋上にノミを刺して飛び降り自殺する。ラストでは、東大通が安田講堂の屋上から現役の亡霊を目撃すると、現役の刺したノミによって安田講堂の建物が崩壊し、東大通も屋上から落下してしまう。

### 執筆の背景
『一直線』連載後期に、日本初のヤング漫画誌『週刊ヤングジャンプ』が創刊され、角南攻（詳細はリンク先を参照）は『週刊少年ジャンプ』の人気作家大勢に声をかけた（以後集英社の青年誌の作家は『ビジネスジャンプ』等ヤングジャンプ系と、『スーパージャンプ』等少年ジャンプ系に分化した）。小林も『ヤングジャンプ』創刊時から『世紀末研究所』を毎号8ページ（月産16ページ）連載、『月刊少年ジャンプ』の『救世主ラッキョウ』と併せ3本の連載を抱え、この時点で「やっと漫画家として自らを認めた」と語っている。
角南は東大合格前に終了した『一直線』の存在を惜しみ、『世紀末研究所』を終了させてまで続編『東大快進撃』を掲載させる（角南自体、角南塾頭という名で『東大快進撃』に登場した）。普通のギャグ漫画と違うことはデビュー時から皆気づいていたが、東大通の東京大学受験がいよいよ近づくにつれアンケート結果が上昇、当時流行だった少年ラブコメ漫画である野部利雄『わたしの沖田くん』を抜いて1位になった。編集長は東大受験後も連載を続けさせたかったが、直接言わずにほのめかしただけなので、小林は真意を理解せず、合格直後に1位のままという珍しい状態で連載は終了した。
しかし次の連載『(誅)天罰研究会』は人気投票でビリを記録。小林は『おぼっちゃまくん』のヒットまで、いまいち売れず苦しい時代が続いた。この後は小林よしのり#東大一直線とその後の苦闘を参照。

### 単行本
- 集英社:ヤングジャンプ・コミックス 全3巻
- 徳間書店:トクマコミックス 全2巻
- 小学館コロコロ文庫:全3巻

## 番外編・関連作品

### 無知との遭遇
ある日地球の各地で、宇宙人との接触を予期させる事件が多発した。そしていよいよ、力道山（架空の山）に宇宙人が降りて来る!だがその宇宙人は東大通そっくりで、やることなすことアホばかり。疑問を感じた現役と漫画が調べに行く。
- 映画『未知との遭遇』のパロディ作品。番外編といってもパラレルワールドでなく、世界観は『一直線』と繋がっている。
- 掲載誌:不詳。この頃の作品のうち「竜人寺野サウルス」は「小林よしのりの異常天才図鑑」に収録されている。
- 単行本収録:「東大一直線」13巻

### こちら葛飾区亀有公園前派出所&東大一直線
あちこちの漫画雑誌で稀に行われるコラボレーション企画が、当時『週刊少年ジャンプ』もギャグ漫画中心に比較的よく行われていた。小林は作品執筆のために一時上京している。
- 掲載誌、単行本収録:『こちら葛飾区亀有公園前派出所』に収録。1977年の1作目は『こちら葛飾区亀有公園前派出所-下町奮戦記-」』、1978年の2作目は「Kamedas」1巻に収録。23年ぶりの2001年に発表された3作目は『Kamedas』2巻のために描き下ろされたものであるが、『Kamedas』2巻は他の作家との合作も多く、4ページの再会を描いたのみ。

### 帰ってきた東大通
主人公は、福岡の高校から東京大学を現役受験したが不合格、東京で一浪生活をしている。しかし東京の下宿では隣の部屋に、東京大学に合格するぞと気張ってはいるものの、どう見てもアホにしか見えない浪人生がいる。そいつの名は8年前に東京大学を受験した、東大通と言うのだ!そしていよいよ、今年も東京大学受験の日がやって来た。
- 正史とも言える続編。小林は「ただひたすらサービス精神で描いたことだけを、かすかに覚えている」と語っている。
- 掲載誌:『ヤングジャンプ』1983年3月10日増刊号に「受験生応援漫画シリーズ第一弾」として掲載
- 単行本収録:『突撃!（偏）BOYS』（とつげきへんさちボーイズ）2巻に収録されているが『（偏）BOYS』も「一直線の様な勉強ギャグ漫画を再び」という方向で企画された作品だった。他に『おぼっちゃまくん』がヒットした時『月刊コロコロコミック』でも読切が多数執筆され、同様に『受験ボーイ』『がんば!合格どん』といった勉強ギャグ漫画も登場した。

### 愛社一丸はかく働き
サラリーマンをテーマにしたギャグ漫画で、『一直線』とは直接関係ない。だが主人公の愛社一丸はブタ鼻に眼鏡とハチマキを着用し、厚顔無恥にも「ずんずん」擬音を立てながら進む。つまり東大通がそのまま社会人になったキャラクターなので、ここに紹介。小林は『アニメック』（1985年1月号）における芦田豊雄との対談で「面白い漫画を描きたければ、東大通を社会人にしてどんどん進めさせていけばいい」と語っている。なお勤務先の社長は『いろはにほう作』の安田君の父によるスター・システム出演である。
- 掲載誌:『ビッグコミックスピリッツ』1985年4月10日号
- 単行本収録:「小林よしのりのゴーマンガ大辞典」

### 東大必勝法 すすめ一直線
ヤング向けのアダルトなギャグを含んだお笑い本、KKベストセラーズ社のワニの豆本として、1979年初夏に発売。会話コントのほとんどは『一直線』に登場したギャグを焼き直したもの。

### ディスコ一直線
1979年春に発売されたタバレスの楽曲「Straight From Your Heart」につけられた邦題。小林の同級生で親友の甲斐よしひろが日本盤シングルをカバー（キャピトル ECR-20543）、ジャケットは小林による『一直線』のキャラクターたちがディスコで踊っているイラスト。ジャケット裏には小林のコメントも記載されている。

### 新・東大一直線 受験戦線学園ドラマ
1979年頃の小説。挿絵も小林が担当しており、漫画の扉絵に挿絵の下描きが使われたこともある。

## ギャグ
全てを網羅することは困難なため、有名なもののみ紹介する。
すぺぺっ、ぐぴぴっ
主に中学編で多用。ギャグでずっこける時、スライディングする様に飛び出して舌が切れ、血が出る。『おぼっちゃまくん』がヒットした際、『一直線』時代からのファンからのリクエストで「すぺぺーっ! あんど ぐぴぴーっ!」として復活。
パーペキ
「パーフェクトで完璧」を意味する。これが決まるとパーペキ光線が出る。光線を出す手は当初Vサインだったが、後にウルトラマンのスペシウム光線と同じポーズになった。光線を受けた相手は痴呆の様な顔になり、よだれを垂らす。
パープリン
「パーなのでまるで脳がプリン」を意味する。ひらがなで「ぱあぷりん」とも表記。他にバカ・アホを意味する言葉として「激バカ」「ポルノり」などが生み出された。
パーペキとパープリンはよくセットで使われ、『一直線』から生まれた最も有名な造語の一つとなり、「現代用語の基礎知識」の1979年版にも掲載されている。

## 本作の影響
- 当時の他のギャグ漫画や、その後のアニメにおいて、受験生集合や試験のシーンがある場合、モブシーンに東大通が描かれていること稀にあった（漫画『3年奇面組』における、骨組の高校受験シーンなど）。
- 現在もバラエティ番組で、お笑いタレントに勉強を無理矢理させる企画がある場合、タレントが東大通のコスプレ（日の丸ハチマキに学生服）で出てくることがある。
- 2005年7月期にフジテレビ系で放映されたテレビドラマ『電車男』には「明治一直線」という、学生服と眼鏡を着用した浪人のネットワーカーが登場する。
- ミュージシャンの小沢健二など、本作を読んだことが東大志望する動機になった学生がいた。
- 本作は、小林よしのりが高校時代、当初そのつもりがなかったにもかかわらず担任に大学進学を薦められ、突貫工事で受験勉強をした時の経験がもとになっており、当時の受験生が利用していた参考書や受験テクニックを下敷きにした素材もふんだんに散りばめられている。『東大理III 2006』に登場する社会人合格者の談によると、「『ドラゴン桜』は参考にならず、『東大快進撃』のほうが格段に役に立つ」とのこと。
- のむらしんぼが2017年の小学館新人コミック大賞児童部門の受賞パーティで漫画家を志したきっかけとなった作品にこの漫画を挙げ、漫画に大切なのは上辺の絵の上手さだけではないと述べ、コロコロに一大変革をもたらしたと小林よしのりを評価している。[1]

## その他
- 富山相互銀行（現、富山第一銀行）の東大通支店（ひがしおおどおりしてん）を、劇中で「わいの支店が出来たの知っとるか？」と紹介された[2]。